# باريس سان جيرمان موسم 2003–04

## موسم 03-2004: عودة التألق اللافت
بعد موسم باهت لم ينجح خلاله باريس سان جرمان بفريقه الواعد من احتلال مركز أفضل من التاسع في الدوري المحلي، بالتالي حان وقت التغيير في صفوف
الفريق مع تعديل شامل في إدارة النادي،

الأمل في استعادة التوازن أوكل هذا الموسم إلى الثنائي غراي - وحيد خليلهودزيتش بعد استلامهما
الإدارة الفنية لباريس سان جرمان بهدف إعادة الاستقرار للفريق رياضياً واقتصادياً، وهكذا؛ فإن رحيل رونالدينيو إلى برشلونة سمح للمسؤولين الجدد عن فريق العاصمة بالقيام بتعاقدات جديدة حيث ضم ميغيل باوليتا من بوردو، فيما استفاد لاحقاً من خدمات خوان بابلو سورين على سبيل الإعارة
لتصبح التشكيلة الأساسية مستقرة وضم باريس هذا العام مدافعين أرجنتينين في الجهة اليسرى (هاينتزه وسورين) وهو الثنائي الذي ترك بصمات واضحة بسبب الروح القتالية والتعطش إلى الانتصارات، في الجهة اليمنى، قدم فابريس فيوريز موسما رائعاً، وفي الهجوم، ضرب باوليتا بقوة بتسجيله 18 هدفاً، وحلّ ثالثاً في قائمة الهدافين وأنهى الموسم بشكل جيد، حيث حلّ الفريق في المركز الثاني في الدوري خلف أولمبيك ليون بفارق 3 نقاط حيث فاز في 22 مباراة وتعادل في 10 مباريات، وتلقى 6 هزائم.

في نهاية الموسم تمكّن الفريق من الظفر بلقبه السادس في كأس فرنسا بعد تغلّبه في النهائي شاتورو بهدف المهاجم المتألّق بيدرو باوليتا في الدقيقة 65'. ليُنهي أحد أفضل مواسمه في آخر عشرة مواسم.